# Miloš Vujanić
Miloš Vujanić (in serbo Милош Вујанић?; Loznica, 13 novembre 1980) è un ex cestista e allenatore di pallacanestro serbo.

## Carriera
È stato selezionato dai New York Knicks al secondo giro del Draft NBA 2002 (36ª scelta assolut).
Dopo due campionati al Partizan Belgrado viene acquistato nel 2003 dalla Fortitudo Bologna. Subito al primo anno riesce a incidere e il coach Jasmin Repeša gli affida il ruolo di playmaker titolare, ruolo che Vujanić interpreta benissimo, contribuendo a raggiungere la finale di campionato e di quella di Eurolega, entrambe perse dalla Fortitudo. 
L'anno dopo Vujanić gioca ancora per la Fortitudo, ed è un altro anno splendido per lui e per la sua squadra, che raggiunge ancora una volta i play-off. Tuttavia, dopo i quarti di finale contro Roseto in cui Vujanić trascina la squadra alla vittoria per 3 partite a 0, il giocatore serbo deve saltare per infortunio sia le semifinali contro la Virtus Roma che la finale vinta dalla Fortitudo contro l'Olimpia Milano. Nonostante l'infortunio Vujanić segue sempre i compagni sostenendoli fino alla vittoria del campionato. La stagione seguente passa al Barcellona per poi andare alla corte di Obradović al Panathinaikos, con cui vince anche l'Eurolega nel 2007.
Nel corso della stagione 2007-08 continua il suo periodo di peregrinazioni in giro per l'Europa trasferendosi alla Dinamo Mosca in cerca di maggiore spazio; resta solo un anno in Russia: nel 2008 passa all'Efes Pilsen Istanbul, mentre la stagione successiva entra a far parte del roster del Murcia.

## Palmarès

### Giocatore

#### Squadra
- YUBA liga: 2

Partizan Belgrado: 2001-02, 2002-03
- Campionato italiano: 1

Fortitudo Bologna: 2004-05
- Campionato greco: 1

Panathinaikos: 2006-07
- Campionato turco: 1

Efes Pilsen: 2008-09
- Coppa di Jugoslavia: 1

Partizan Belgrado: 2002
- Coppa di Grecia: 1

Panathinaikos:	2006-07
- Coppa di Turchia: 1

Efes Pilsen: 2008-09
- Eurolega: 1

Panathinaikos: 2006-07

#### Individuale
- All-Euroleague Second Team: 2

Partizan Belgrado: 2002-03
Fortitudo Bologna: 2003-04